# نيكي فيندولا
نيكولا «نيكي» فيندولا (بالإيطالية: Nicola "Nichi" Vendola) هو سياسي يساري وناشط في حقوق المثليين إيطالي، ولد في 26 أغسطس 1958. كان عضو مجلس النواب الإيطالي فيما بين 1992-2005 رئيس لبوليا فيما بين 2005-2015. وهو يعتبر من أحد أوائل السياسيين الإيطاليين المثليين علنا وأول رئيس حكومة مثلي علنا في إيطاليا.

## نشأته

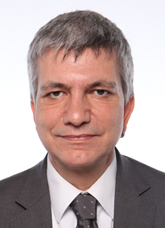
نيكي فيندولا

ولد في تيرليتسي، في مقاطعة باري، في 26 آب عام 1958،  وكان فيندولا عضو في الجنح الشبابي للاتحاد الإيطالي الشيوعي من سن 14. ذهب لدراسة الأدب في جامعته، وقدم أطروحة عن الشاعر والمخرج بيير باولو بازوليني.
أصبح فيندولا صحفيا لدى صحيفة «لونيتا» (بالإيطالية: l'Unità). أصبح ناشطا وعضوا قياديا في المنظمة الإيطالية للدفاع عن حقوق المثليين أرتشيغاي(بالإيطالية: Arcigay) بعد أن أعلن عن كونه مثلي الجنس في عام 1978، وعضوا في الأمانة الوطنية الحزب الشيوعي الإيطالي، وعارض بشدة حل الحزب الذي اقترحه أكيل أوكيتو في عام 1991. وقد أدى ذلك إلى تشكيل الحزب الديمقراطي اليساري. لكن انضم فندولا بعدها إلى الحزب الشيوعي لإعادة التأسيس.

## العمل السياسي

### عضو مجلس النواب الإيطالي

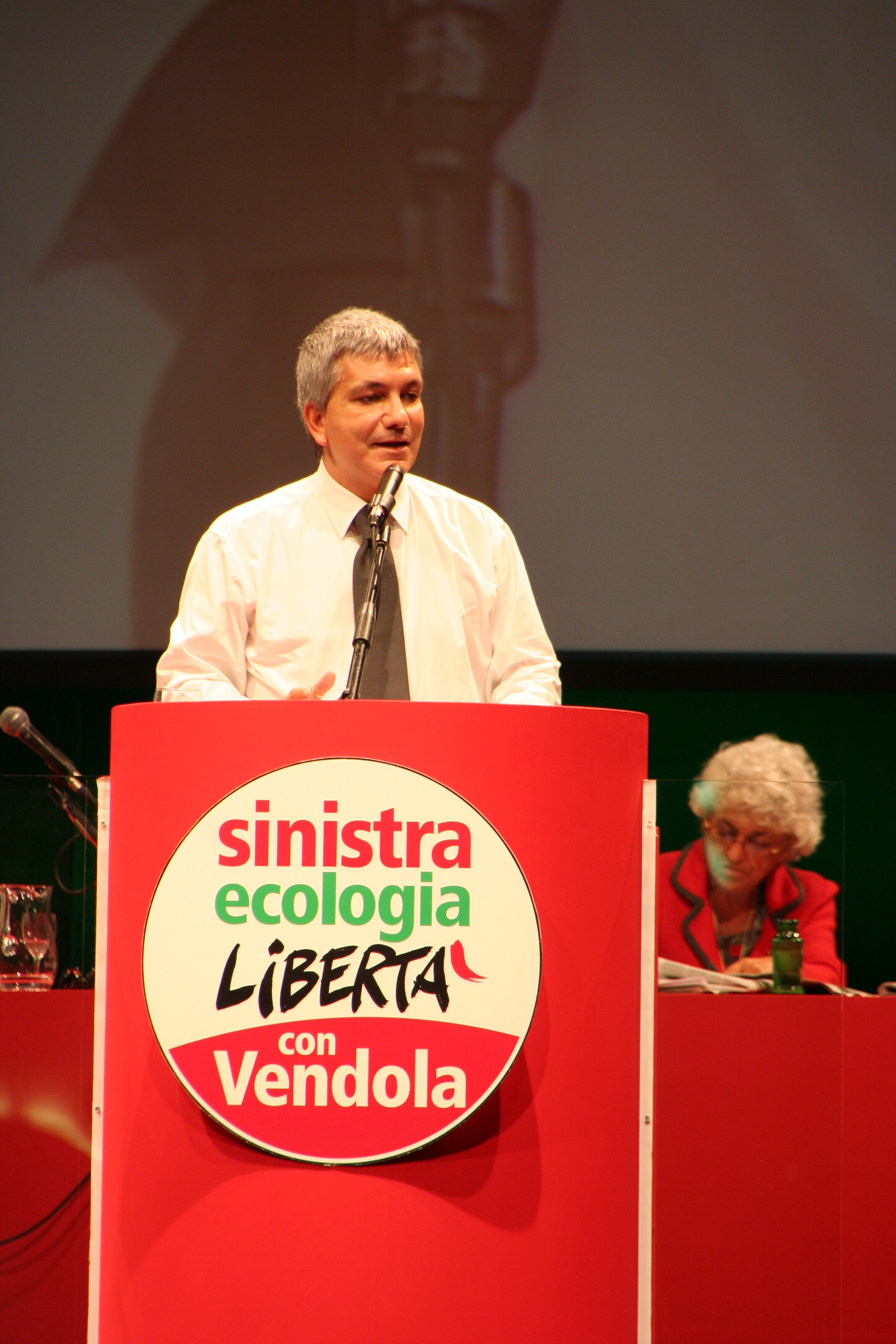
فيندولا خلال اجتماع لحزب البيئة الحر اليساري.

في عام 1992، انتخب فيندولا إلى مجلس النواب الإيطالي، عن مقعد إقليم بوليا والذي شغله حتى عام 2005. وعضوا في لجنة المعارضة للمافيا، وهو عضو بارز ومعارض قوي لتدخل المافيا والجريمة المنظمة في الاقتصاد والمجتمع.

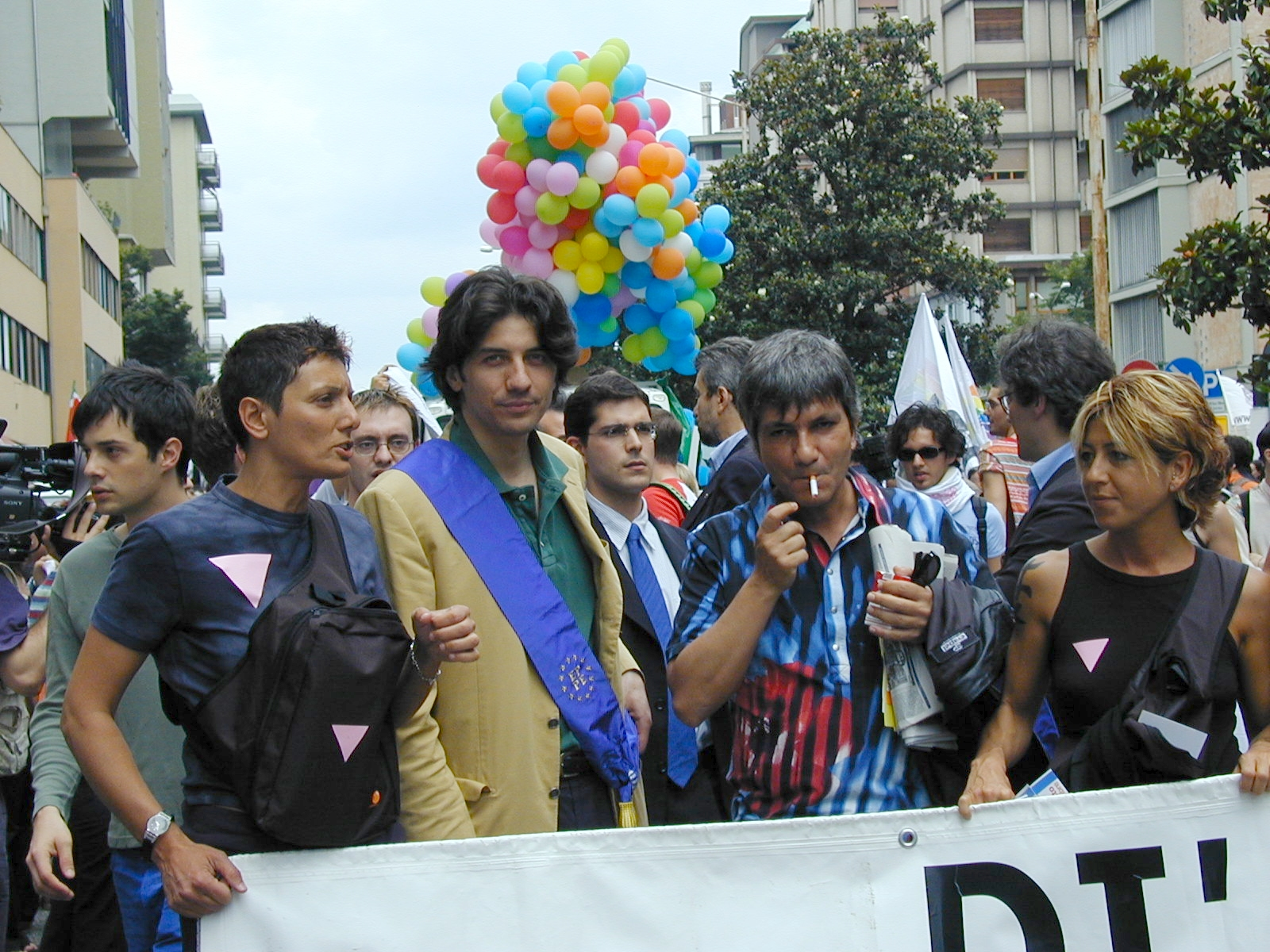
فيندولا يشارك في "مسيرة فخر بادوفا 2002"، مع كل من إيما باتاغليا وماركو كاباتو

في عام 2005، ترشح فيندولا لأول انتخابات تمهيدية عقدت في إيطاليا، والتي عقدها تحالف «الاتحاد» ليسار الوسط لاختيار مرشحهم لرئاسة منطقة بوليا. فاز في الانتخابات التمهيدية على منافسه فرانشيسكو بوكيا. انتقد العديد من المعتدلين في التحالف هذا الخيار، لأنه يبدو من المستحيل أن يتم انتخاب شخص مثلي الجنس شيوعي رئيسًا لمنطقة في جنوب إيطاليا مثل أبوليا، والتي تعتبر عمومًا محافظة وكاثوليكية بقوة.
يعرف فيندولا نفسه بأنه «مؤمن» (ومشارك في منظمة «باكس كريستي») وقال مرة إن «أهم كتاب لي كشيوعي هو الكتاب المقدس».

### رئيس بوليا
في الانتخابات الإقليمية في بوليا، والتي عقدت في أبريل 2005، هزم فيندولا بفارق ضئيل الرئيس الحالي للإقليم رافاييل فيتو، مرشح تحالف يمين الوسط «بيت الحريات». كان أول عضو في حزب إعادة التأسيس الشيوعي ينتخب كرئيس لأي منطقة إيطالية.
في مؤتمر الحزب في يوليو 2008، كان فيندولا أحد المرشحين الرئيسيين اللذين يتنافسان على منصب رئيس حزب إعادة التأسيس الشيوعي. خسر أمام تحالف بقيادة المرشح الرئيسي الآخر، باولو فيريرو، وزير التضامن الاجتماعي السابق. بعد الهزيمة، تخلى أنصار فيندولا عن جميع المناصب كمدراء تنفيذيين للحزب.

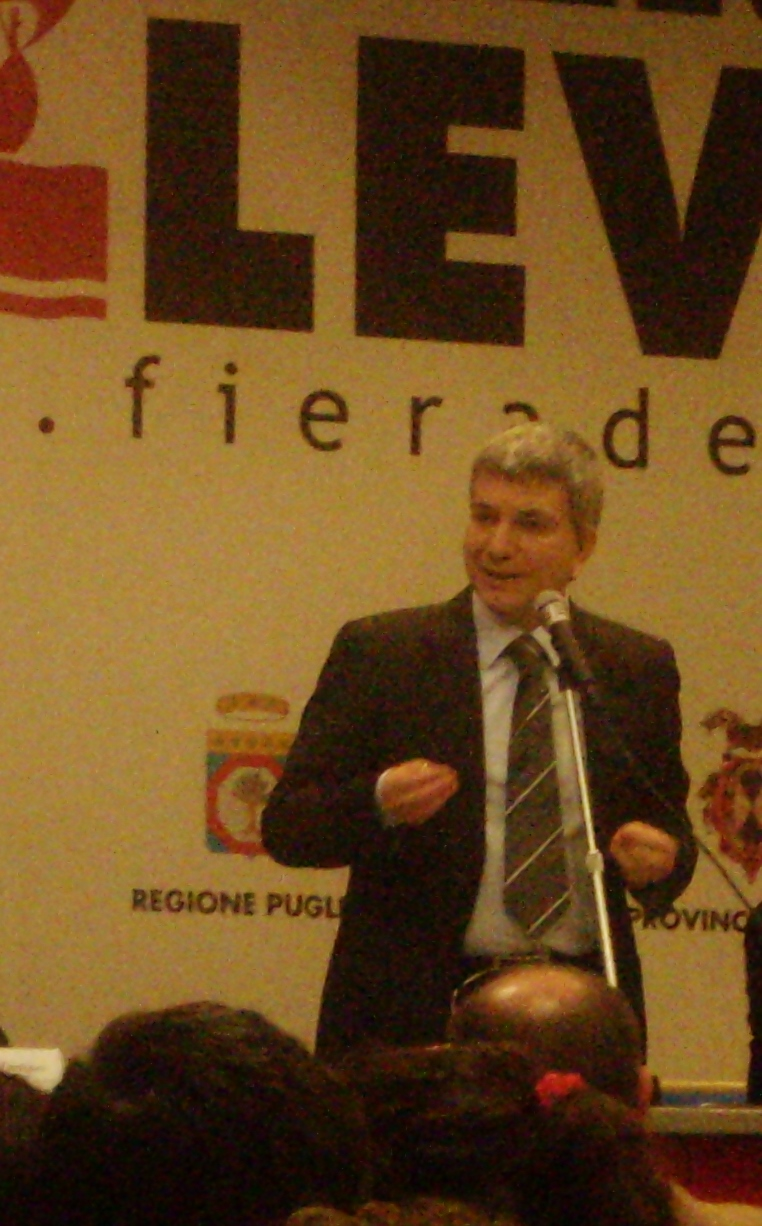
نيكي فيندولا في باري في 2009

في 24 يناير 2009، انشق فيندولا عن حزب إعادة التأسيس الشيوعي وأسس الحركة من أجل اليسار في كانون الأول/ديسمبر 2009، أصبح فيندولا أول زعيم لحزب البيئة الحر اليساري التي تأسست حديثا، والتي اندمجت فيها الحركة من أجل اليسار وبقي رئيسا له حتى حل الحزب عام 2016.
في أواخر عام 2009، تم التشكيل حول إمكانية فوز ترشحه لإعادة انتخابه من قبل حلفائه من يسار الوسط من الحزب الديمقراطي. وطلبوا منه التنحي من أجل السماح باختيار مرشح قادر على تحقيق دعم أوسع من الأحزاب السياسية الأخرى، وبالتحديد حزب «اتحاد المركز». بعد رفض فيندولا التنحي، زادت فرص إجراء انتخابات تمهيدية جديدة.
بعد بضعة أسابيع من الجدل الدائر، دعي إلى إجراء انتخابات في 24 يناير 2010. وبدعم من الحزب الديمقراطي، كان فرانشيسكو بوتشيا منافسا لفيندولا. فاز فيندولا بسهولة في الانتخابات بأكثر من 67٪ من الأصوات، وتم اختياره مرة أخرى كزعيم لائتلاف يسار الوسط، ونجح في هزيمة مرشح يمين الوسط روكو باليس بهامش واسع.
في يوليو 2010، خلال مؤتمر عام لما يسمى «مصانع نيشي»، أعلن فيندولا عن ترشيحه للانتخابات الأولية لتيار يسار إيطاليا. كان من المتوقع أن ينذر هذا التصويت بمن سيكون المترشح في الانتخابات العامة الإيطالية لعام 2013. وأظهرت استطلاعات الرأي على مستوى البلاد فوز فيندولا على كل من سكرتير الحزب الديمقراطي بيير لويجي بيرساني أو سيلفيو برلسكوني، رئيس وزراء إيطاليا في ذلك الوقت. ولكن جاء في المرتبة الثالثة في الانتخابات الأولية التي عقدت في 25 نوفمبر 2012، حصل على المرتبة الثالثة بين المرشحين الخمسة مع 485,689 صوتا مجموعها 15.6%.

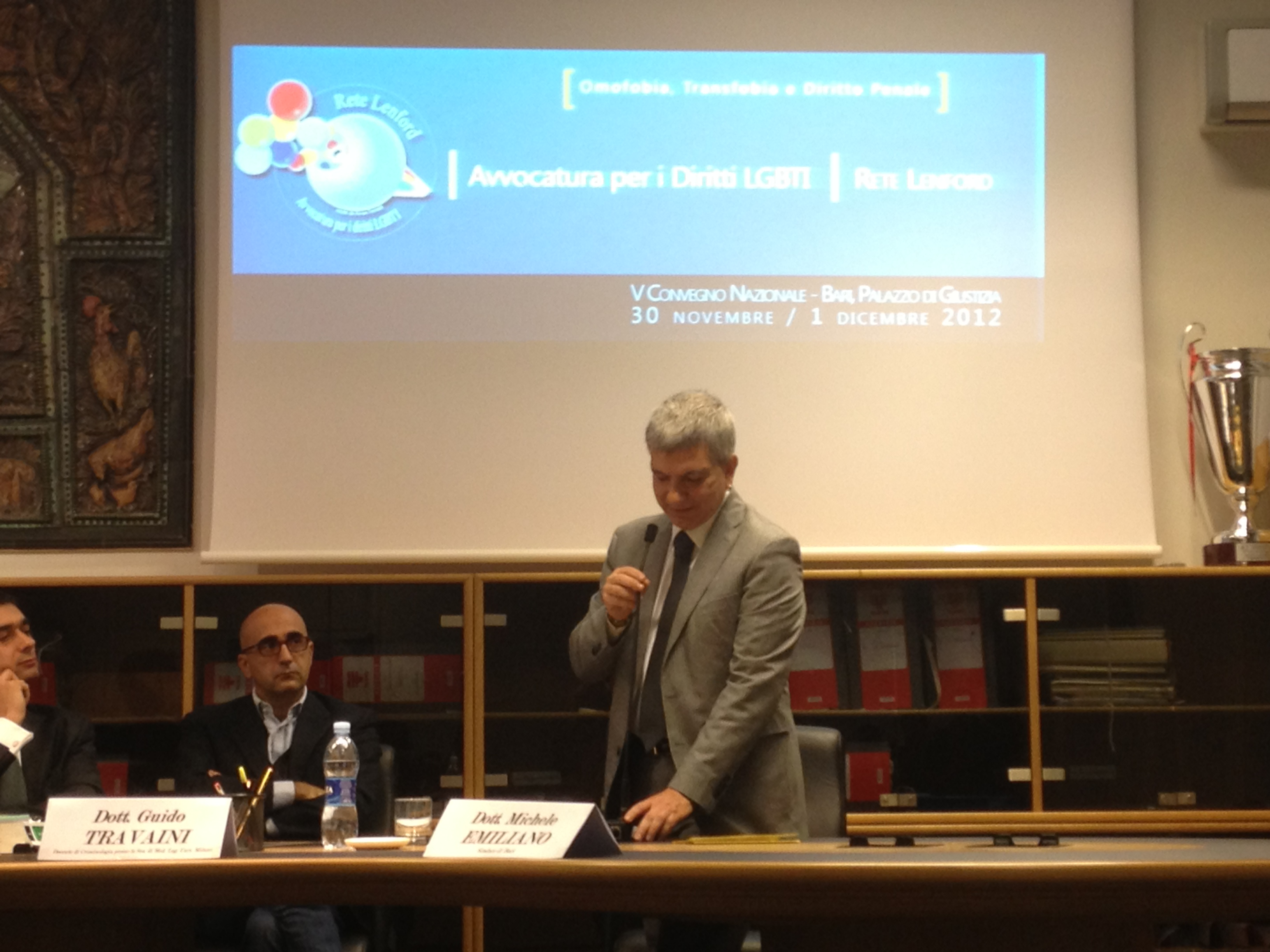
نيكي فيندولا يقدم خطابا في مؤتمر للدفاع عن حقوق المثليين في 2012

في الانتخابات العامة عام 2013 كان فيندولا مرشح بوليا لمجلس النواب الإيطالي، وتم انتخابه للمرة الخامسة في 6 مارس 2013، ولكنه أعلن أنه سيبقى رئيسا لمنطقة بوليا، وبالتالي التخلى عن منصبه. في 10 أبريل 2013، قام بتقديم استقالته رسميا كنائب.
غير قادر على تقديم طلب ترشح للمرة الثالثة كرئيس للمنطقة، في عام 2015 دعم فيندورا العمدة السابق لباري ميشيل إيميليانو الذي سيفوز بنسبة 47%.
في 17 ديسمبر 2016، تم حل حزب البيئة الحر اليساري (SEL) واندمج مع اليسار الإيطالي، في 19 فبراير 2017.

## تعرضه للشتائم بسبب رهاب المثلية
خلال مهنته السياسية، تلقى إهانات بسبب مثليته. في عام 2012 تعرض للإهانة من قبل وزير في فيرارا من الحزب الديموقراطي، لويجي مارتين. في أكتوبر 2013، نشر أليساندرو موريلي، زعيم حزب رابطة الشمال في بلدية ميلانو، صورة لفيلندولا على فيسبوك تحمل عبارة «شاذ جنسيا وبيدوفيلي غلماني». ولكنه اعتذر عن ذلك في اليوم التالي.

## الحياة الخاصة
يعيش فيندولا مع شريكه إدوارد «إد» تيستا منذ عام 2004. في عام 2016، استخدم الشريكان أما حاضنة في كاليفورنيا لإنجاب طفل، طوبيا أنطونيو.
فيندولا شاعر أيضا، وقد تم جمع بعض قصائده في كتاب، واسمه «البحر الأخير» (بالإيطالية: L'ultimo mare). وكانت شخصيته مصدر إلهام لفيلم السيرة الذاتية، نيكي. فيندولا مسيحي متدين ويتبع الكنيسة الرومانية الكاثوليكية، على الرغم من أنه يعارض العديد من المواقف الاجتماعية للكنيسة.
في 17 أكتوبر 2018، تغرض فيندولا لنوبة قلبية، لكنه ليس في خطر بعد أن تم علاجه في مستشفى غيميلي في روما.

## وصلات خارجية
- (بالإيطالية) La fabbrica di nichi
- "i-Italy Meets Nichi Vendola". i-Italy. نوفمبر 2010. مؤرشف من الأصل (video) في 2012-03-15. اطلع عليه بتاريخ 2010-12-04.
- Could Puglia governor Nichi Vendola be 'Italy's Obama'?, BBC News profile of Vendola, December 2010